# 후스 (네덜란드)

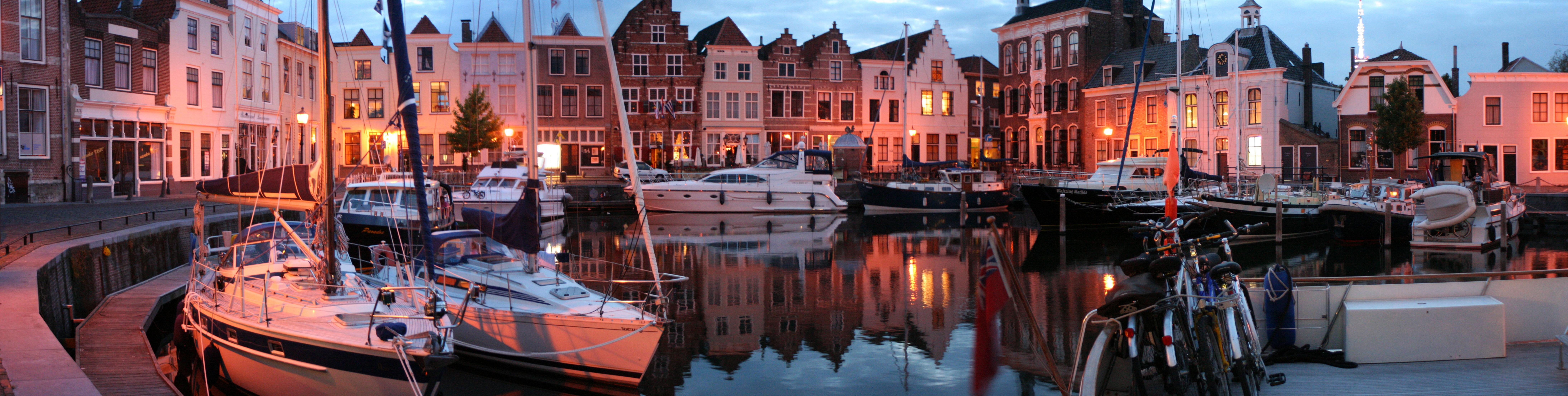
후스 항

후스의 위치

후스(네덜란드어: Goes)는 네덜란드 남서부 제일란트주의 도시로 면적은 101.92km2, 높이는 -1m, 인구는 37,050명(2014년 5월 기준), 인구 밀도는 400명/km2이다.

시기
시 문장